# Hymenophyllum gorgoneum
Hymenophyllum gorgoneum är en hinnbräkenväxtart som beskrevs av Edwin Bingham Copeland. Hymenophyllum gorgoneum ingår i släktet Hymenophyllum och familjen Hymenophyllaceae. Inga underarter finns listade.